# Gábor Király
Gábor Ferenc Király mais conhecido como Gábor Király,[carece de fontes?] ou simplesmente Király (Szombathely, 1º de abril de 1976), é um ex-futebolista húngaro que atuou como goleiro. 
Sua característica é de sempre atuar com calças de moletom compridas, que fizeram-no receber o apelido "Pijama Man".
Em maio de 2016, Kiraly se tornou o jogador com mais partidas pela Seleção Húngara, ultrapassando József Bozsik, que tinha 101 jogos. E, em junho de 2016, com 40 anos e 2 meses, tornou-se o jogador mais velho a disputar uma Eurocopa.

## Carreira

### Clubes
Também jogou na Alemanha, vestindo as camisas de Hertha Berlim Bayer Leverkusen e Munique 1860, e na Inglaterra, defendendo Crystal Palace, West Ham United, Aston Villa e Burnley.

## Seleção Húngara
Király, que defende a Seleção Húngara desde 1998, fazendo sua estreia contra a Áustria. Neste jogo, defendeu um pênalti do veterano Toni Polster, garantindo a vitória magiar por 3 a 2. Durante as eliminatórias europeias para a Copa de 2006, foi o único jogador húngaro a disputar as 10 partidas do selecionado, que não obteve a classificação. Permaneceu 3 anos fora das convocações da Hungria (seu último jogo foi na surpreendente derrota por 2 a 1 para Malta, em outubro de 2006), voltando a defender a equipe em 2009, agora como reserva de Gábor Babos.
Em novembro de 2015, aos 39 anos, o goleiro disputou a 100ª partida de sua carreira internacional contra a Noruega, tornando-se o segundo húngaro a fazê-la (o primeiro havia sido József Bozsik, integrante do "Time de Ouro" dos anos 50), e desde então, é o recordista de participações pela equipe, com 103 jogos disputados. Convocado para a Eurocopa de 2016, Király é, aos 40 anos de idade, o atleta mais velho a disputar o torneio, superando o alemão Lothar Matthäus, que disputara a Eurocopa de 2000 aos 39.Ele anunciou sua aposentadoria do futebol internacional em 2 de Agosto de 2016.

## Títulos
Szombathelyi Haladás
- Segunda Divisão Húngara: 1994-95

Hertha Berlin
- Copa da Liga Alemã: 2001 e 2002

Individuais
- Futebolista Húngaro do Ano: 1998, 1999, 2000 e 2001
- Melhor goleiro da Bundesliga: 1997-98
- Melhor goleiro da Hungria na última década: 2010
- Nomeado no Hertha Berlin do "Esquadrão do Século"
- Prêmio Prima: 2012